# 紅旗・H9
H9は、中華人民共和国=中国の第一汽車の高級自動車ブランドの紅旗から販売されているセダン型高級乗用車である。

## 概要
2020年4月に発表し、2020年8月には、中国で販売を開始。H9のロングホイールベース仕様である、H9+は、2021年に発表、発売された。
パワートレインは、2リッターターボガソリンエンジンと185 kW（252 hp）を組み合わせたマイルドハイブリッドシステムと、208 kW（283 hp）の3リッタースーパーチャージャー付きガソリンエンジンの2種類で、どちらも、7速デュアルクラッチトランスミッションを搭載している。

## 日本での販売
2021年2月から日本での販売を始めた。同年12月19日、日本初となるショールーム「紅旗エクスペリエンスセンター」が大阪・なんばに誕生し、H9の販売が行われている。
| 3.0 G4（4人乗り） | ¥10,978,000 |
| 3.0 SP            | ¥9,669,000  |
| 2.0 SP            | ¥8,118,000  |
| 2.0 R             | ¥7,205,000  |
| 2.0 X             | ¥6,578,000  |
| 2.0 Y             | ¥6,105,000  |